# 神學院
神學院（英語：Seminary）廣義上指所有以研究神學為目標的教育機構，狹義上則指為培育聖職者或全職事工者而設立的基督教教育機構，屬於高等教育的一環。一般來說，此自基督教於羅馬獲得勝利以後，即有雛形設立。

## 全世界範圍的概況
近現代的神學院，則定義為由基督教相關機構設立、培養神職人員，且內容為研究神學制度的學院，大學，研究所等。其目的是用來訓練基督教團體中的成員，接受基督教的世界觀與神學體系。

## 東北亞範圍的概況
- 韓國、日本有多所知名神學院。

### 中國大陸的神學院
因為文化传统和共產政治體制主張無神論因素，只有官方組織三自愛國教會主辦的神學院，如金陵神學院。

### 台灣的神學院
- 南神：現存者以1876年台南神學院最早，有多所神學院。早期不屬於正規教育體系，被歸類於宗教團體而由內政部立案管理；至2008年《私立學校法》修正、翌年訂定《宗教研修學院設立辦法》後，才有學位獲教育部承認的神學院，但不強迫既有的神學院必須改用新制立案。
- 長榮大學：於2009年獲教育部核准設立神學院，內設神學系。
- 高雄道光神學院：
- 台灣浸信會神學院於2010年立案，係首先完成立案的獨立神學院，設有神學研究所。
- 西螺浸宣神學院：
- 台北中華神學院（華神）:
- 新竹聖經書院：
- 天主教屬於狹義神學院範疇的學校為天主教台灣總修院，另一屬於神學教育範疇的學校為輔仁聖博敏神學院（原輔大神學院），兩校均位於輔仁大學旁，並採舊制立案。

### 香港的神學院
唯一附設於公立大學的神學院為香港中文大學崇基學院神學院。其餘本地神學院的神學士均為該等學院之自授學位，並沒有獲得香港政府的認可。

## 外部連結
- 维基词典中的词条「神學院」
- Graves, Charles. . . 1920.